# Кязумов, Ибрагим Салман оглы
Ибрагим Салман оглы Кязумов (азерб. İbrahim Salman oğlu Kazımov; 19 января 1921, Гянджа — 8 декабря 2007, там же) — советский азербайджанский виноградарь, Герой Социалистического Труда (1950).

## Биография
Родился 19 января 1921 года в городе Гянджа Гянджинского уезда Азербайджанской ССР (ныне город Гянджа, Азербайджанской Республики).
Участник Великой Отечественной войны. На фронте с января 1943 года, служил санинструктором в должности старшины санитарной службы 184 морской бригады 9-й армии. В боях за освобождение города Керчи в героическом бою при десантировании у города Темрюк получил тяжёлые ранения в ногу и область таза, остался инвалидом 3-й группы. Награждён орденом Отечественной войны 2-й степени.
С 1942 года управляющий отделением, старший агроном, директор виноградарского совхоза имени Низами, с 1968 года заведующий Кировабадским винодельческим трестом, с 1973 года старший агроном виноградарского совхоза имени Низами города Кировабад. В 1949 году, будучи управляющим отделения совхоза, получил урожай винограда 184,19 центнера с гектара на площади высокоурожайного участка в 31,4 гектар, а на других участках отделения (64,55 гектаров) получил 105,79 центнеров с гектара. В 1950 году в отделении получено по 103 центнера с гектара на площади 96 гектаров.
Указом Президиума Верховного Совета СССР от 4 сентября 1950 года за получение высоких урожаев винограда на поливных виноградниках в 1949 году Кязумову Ибрагиму Салман оглы присвоено звание Героя Социалистического Труда с вручением ордена Ленина и золотой медали «Серп и Молот».
Активно участвовал в общественной жизни Азербайджана. Член КПСС с 1945 года.
С 2002 года президентский пенсионер.
Умер 8 декабря 2007 года. Похоронен на Аллее почётных захоронений в Гяндже.